# Liste der Gemeinden in Niederösterreich
Das österreichische Bundesland Niederösterreich gliedert sich in 573 politisch selbständige Gemeinden. Die Gemeinden sind im Gesetz über die Gliederung des Landes Niederösterreich in Gemeinden, Landesgesetzblatt 1030-94 vom 9. Dezember 2011, geregelt.
Legende:
- Gemeindename nach Kommunalverwaltung
  - Gemeindename in normaler Schrift: es gibt zusätzlich eine Katastralgemeinde mit gleichem Namen.
  - Gemeindename in kursiver Schrift: es gibt keine Katastralgemeinde gleichen Namens.
- Eingerückt findet man die dazugehörigen Katastralgemeinden.
  - Katastralgemeinden, die nicht auch gleichzeitig eine Ortschaft sind, sind unverlinkt.
- Name unterstrichen (falls angegeben): Hauptort der Gemeinde (Name der Ortschaft nach Amtlicher Statistik der Statistik Austria)
- Anm: Der Name der Katastralgemeinde wird im amtlichen Kataster vom Bundesamt für Eich- und Vermessungswesen geführt, daher können Name der Gemeinde, der dazugehörenden Katastralgemeinde, und der Ortschaft unterschiedlich sein
  - Name in Klammer ist neuere Schreibweise (Umbenennungen)

Gebietsstand: unbek.
- Einzelne Orte einer Gemeinde findet man aufgrund des Umfanges nur auf den Bezirksseiten

Diese Liste soll dazu dienen, Artikel zu fehlenden Orten zu schreiben, deshalb keine redirects auf direkte Links umstellen. Alle Artikel über die Orte in diesem Bundesland finden sich unter Kategorie:Ort in Niederösterreich.
Die Listen geben jeweils die Gemeinden und ihre Katastralgemeinden. Die Schreibweise der Gemeindenamen richtet sich nach dem Lgbl. 1030-94, die der Katastralgemeinden (nicht der Ortschaften) nach dem Grundbuch des Bundesamtes für Eich- und Vermessungswesen.

## A
- Absdorf
- Achau
- Aderklaa
- Aggsbach
  - Groisbach
  - Köfering
  - Willendorf
- Alberndorf im Pulkautal
  - Alberndorf
- Albrechtsberg an der Großen Krems
  - Albrechtsberg
  - Arzwiesen
  - Attenreith
  - Els
  - Eppenberg
  - Gillaus
  - Harrau
  - Kleinheinrichschlag
  - Marbach an der Kleinen Krems
  - Purkersdorf
- Alland
  - Äußerer Kaltenbergerforst
  - Glashütten
  - Groisbach
  - Innerer Kaltenbergerforst
  - Mayerling
  - Pöllerhof
  - Raisenmarkt
  - Rohrbach
  - Schwechatbach
  - Weißenweg
  - Windhaag
- Allentsteig
  - Bernschlag
  - Dietreichs
  - Edelbach
  - Großpoppen
  - Kleinhaselbach
  - Kleinkainraths
  - Mannshalm
  - Rausmanns
  - Reinsbach
  - Schlagles
  - Steinbach
  - Thaua
  - Wurmbach
  - Zwinzen
- Allhartsberg
  - Kröllendorf
- Altenburg
  - Burgerwiesen
  - Fuglau
  - Mahrersdorf
  - Steinegg
- Altendorf
  - Loitzmannsdorf
  - Schönstadl
  - Tachenberg

- Altenmarkt an der Triesting
  - Altenmarkt
  - Kleinmariazell
  - Nöstach
  - St. Corona
  - Thenneberg
  - Hafnerberg
- Altlengbach
- Altlichtenwarth
- Altmelon
  - Dietrichsbach
  - Fichtenbach
  - Großpertenschlag
  - Kleinpertenschlag
  - Perwolfs
- Amaliendorf-Aalfang
  - Aalfang
  - Amaliendorf
  - Falkendorf
- Amstetten
  - Edla
  - Hausmening
  - Mauer bei Amstetten
  - Preinsbach
  - Schönbichl
  - Ulmerfeld
- Andlersdorf
- Angern an der March
  - Angern
  - Grub an der March
  - Mannersdorf
  - Ollersdorf
  - Stillfried
- Annaberg
  - Annarotte
  - Haupttürnitzrotte
  - Langseitenrotte
  - Lassingrotte
- Arbesbach
  - Brunn
  - Etlasamt
  - Haselbach
  - Kamp
  - Neumelon
  - Pretrobruck
  - Purrat
  - Rammelhof
  - Schönfeld
  - Schwarzauamt
  - Wiesensfeld
- Ardagger
  - Ardagger Markt
  - Ardagger Stift
  - Kollmitzberg
  - Stefanshart

- Artstetten-Pöbring
  - Aichau
  - Artstetten
  - Dölla
  - Fritzelsdorf
  - Hart
  - Hasling
  - Lohsdorf an der Schwarza
  - Nussendorf
  - Oberndorf
  - Payerstetten
  - Pöbring
  - Schwarzau
  - Trennegg
  - Unterbierbaum
- Aschbach-Markt
  - Abetzberg
  - Aschbach Dorf
  - Aschbach Markt
  - Krenstetten
  - Mitterhausleiten
  - Oberaschbach
- Aspangberg-St. Peter
  - Großes Amt
  - Kleines Amt
  - Neustift am Alpenwald
  - Neuwald
- Aspang-Markt
  - Aspang
- Asparn an der Zaya
  - Altmanns
  - Michelstetten
  - Olgersdorf
  - Schletz
- Asperhofen
  - Diesendorf
  - Dörfl
  - Dornberg
  - Erlaa
  - Geigelberg
  - Grabensee
  - Großgraben
  - Habersdorf
  - Hagenau
  - Johannesberg
  - Kerschenberg
  - Kleingraben
  - Paisling
  - Siegersdorf
  - Starzing
  - Wimmersdorf
- Atzenbrugg
  - Ebersdorf
  - Hütteldorf
  - Moosbierbaum
  - Tautendorf
  - Trasdorf
  - Weinzierl bei Atzenbrugg
- Au am Leithaberge
  - Au am Leithagebirge
- Auersthal

## B
- Bad Deutsch-Altenburg
  - Bad Deutsch Altenburg
- Bad Erlach
  - Erlach
  - Brunn bei Pitten
  - Linsberg
- Bad Fischau-Brunn
  - Bad Fischau
  - Brunn an der Schneebergbahn
- Bad Großpertholz
  - Abschlag
  - Angelbach
  - Großpertholz
  - Karlstift
  - Mühlbach
  - Reichenau
  - Seifritz
  - Steinbach
  - Watzmanns
  - Weikertschlag
- Bad Pirawarth
  - Kollnbrunn
  - Pirawarth
- Bad Schönau
  - Schönau im Gebirge
- Bad Vöslau
  - Gainfarn
  - Großau
  - Vöslau
- Bad Traunstein
  - Biberschlag
  - Dietmanns
  - Gürtlberg
  - Haselberg
  - Hummelberg Amt
  - Kaltenbach
  - Moderberg Amt
  - Pfaffings
  - Schönau Amt
  - Spielberg
  - Stein
  - Walterschlag
- Baden
  - Braiten
  - Gamingerhof
  - Leesdorf
  - Mitterberg
  - Rauhenstein
  - Weikersdorf
- Bärnkopf
- Behamberg
  - Badhof
  - Penz
  - Ramingdorf
  - Wanzenöd
- Berg

- Bergern im Dunkelsteinerwald
  - Geyersberg
  - Maria Langegg
  - Nesselstauden
  - Oberbergern
  - Scheiblwies
  - Schenkenbrunn
  - Unterbergern
  - Wolfenreith
- Bergland
  - Gumprechtsberg
  - Holzing
  - Landfriedstetten
  - Plaika
  - Ratzenberg
  - Wohlfahrtsbrunn
- Berndorf
  - Berndorf I
  - Berndorf II
  - Berndorf III
  - Berndorf IV
- Bernhardsthal
  - Katzelsdorf
  - Reinthal
- Biberbach
- Biedermannsdorf
- Bisamberg
  - Kleinengersdorf
- Bischofstetten
- Blindenmarkt
  - Kottingburgstall
  - Weitgraben
- Blumau-Neurißhof
- Bockfließ
  - Wendlingerhof
- Böheimkirchen
  - Außerkasten
  - Diemannsberg
  - Dorfern
  - Dürnhag
  - Furth bei Außerkasten
  - Gemersdorf
  - Hinterberg
  - Hub und Grub
  - Jeutendorf
  - Lanzendorf bei Böheimkirchen
  - Mauterheim
  - Mechters
  - Reith
  - Röhrenbach
  - Schildberg
  - Siebenhirten
  - Untergrafendorf
  - Untertiefenbach
  - Weisching
  - Wiesen

- Brand-Laaben
  - Brand
  - Eck
  - Gern
  - Gföhl
  - Klamm
  - Laaben
  - Pyrath
  - Stollberg
  - Wöllersdorf
- Brand-Nagelberg
  - Brand
  - Finsternau
  - Nagelberg
  - Steinbach
- Breitenau
- Breitenfurt bei Wien
  - Breitenfurt
  - Hochroterd
- Breitenstein
- Bromberg
  - Schlatten
- Bruck an der Leitha
  - Bruck an der Leitha
  - Prugg Schloß
  - Wilfleinsdorf
- Brunn am Gebirge
- Brunn an der Wild
  - Atzelsdorf
  - Dappach
  - Dietmannsdorf an der Wild
  - Frankenreith
  - Fürwald
  - Neukirchen an der Wild
  - St. Marein
  - Waiden
  - Wutzendorf
- Buchbach
  - Liesling
- Burgschleinitz-Kühnring
  - Amelsdorf
  - Burgschleinitz
  - Buttendorf
  - Geiersdorf
  - Harmannsdorf
  - Kühnring
  - Matzelsdorf
  - Reinprechtspölla
  - Sachsendorf
  - Sonndorf
  - Zogelsdorf
- Bürg-Vöstenhof
  - Vöstenhof

## D
- Deutsch-Wagram
  - Deutsch Wagram
  - Helmahof
  - Stallingerfeld
- Dietmanns
- Dobersberg
  - Brunn bei Dobersberg
  - Goschenreith
  - Großharmanns
  - Hohenau
  - Kleinharmanns
  - Lexnitz
  - Merkengersch
  - Reibers
  - Reinolz
  - Riegers
  - Schuppertholz
- Dorfstetten
- Drasenhofen
  - Kleinschweinbarth
  - Steinebrunn
  - Stützenhofen

- Drosendorf-Zissersdorf
  - Autendorf
  - Drosendorf Altstadt
  - Drosendorf Stadt
  - Elsern
  - Heinrichsreith
  - Oberthürnau
  - Pingendorf
  - Unterthürnau
  - Wolfsbach
  - Wollmersdorf
  - Zettlitz
  - Zissersdorf
- Droß
  - Droßeramt
- Drösing
  - Waltersdorf an der March

- Dunkelsteinerwald
  - Eckartsberg
  - Gansbach
  - Gerolding
  - Geroldinger Wald
  - Häusling
  - Heitzing
  - Hessendorf
  - Himberg
  - Hohenwarth
  - Kicking
  - Kochholz
  - Krapfenberg
  - Lanzing
  - Lerchfeld
  - Lottersberg
  - Mauer bei Melk
  - Neuhofen
  - Nölling
  - Ohnreith
  - Pfaffing
  - Thal
  - Umbach
  - Ursprung
- Dürnkrut
  - Waidendorf
- Dürnstein
  - Oberloiben
  - Unterloiben

## E
- Ebenfurth
  - Haschendorf
- Ebenthal
- Ebergassing
  - Wienerherberg
- Ebreichsdorf
  - Schranawand
  - Unterwaltersdorf
  - Weigelsdorf
- Echsenbach
  - Gerweis
  - Großkainraths
  - Heimschlag
  - Kleinpoppen
  - Rieweis
  - Wolfenstein
- Eckartsau
  - Kopfstetten
  - Pframa
  - Wagram an der Donau
  - Witzelsdorf
- Edlitz
- Eggenburg
  - Engelsdorf
  - Gauderndorf
  - Stoitzendorf
  - Stoitzendorf Heide
- Eggendorf
  - Obereggendorf
  - Untereggendorf
- Eggern
  - Reinberg-Heidenreichstein
  - Reinberg-Litschau

- Eichgraben
- Eisgarn
  - Großradischen
  - Kleinradischen
  - Willings
- Emmersdorf an der Donau
  - Emmersdorf
  - Fahnsdorf
  - Gossam
  - Grimsing
  - Hain
  - Hofamt
  - Mödelsdorf
  - Pömling
  - Rantenberg
  - Reith
  - Schallemmersdorf
  - St. Georgen
- Engelhartstetten
  - Groißenbrunn
  - Loimersdorf
  - Markthof
  - Stopfenreuth
- Ennsdorf
- Enzenreith
  - Hart
  - Hilzmannsdorf
  - Köttlach
  - Thiermannsdorf
  - Wörth
- Enzersdorf an der Fischa
  - Margarethen am Moos
  - Unterwald

- Enzersfeld im Weinviertel
  - Königsbrunn
- Enzesfeld-Lindabrunn
  - Enzesfeld
  - Lindabrunn
- Erlauf
  - Harlanden
  - Knocking
  - Steinwand
- Ernstbrunn
  - Au
  - Dörfles
  - Ernstbrunnerwald
  - Göbmanns
  - Klement
  - Lachsfeld
  - Maisbirbaum
  - Merkersdorf
  - Naglern
  - Oberleis
  - Simonsfeld
  - Steinbach
  - Thomasl
- Ernsthofen
  - Aigenfließen
  - Rubring
- Ertl
- Eschenau
  - Wehrabach
- Euratsfeld
  - Gafring
  - Großaigen

## F
- Falkenstein
- Fallbach
  - Friebritz
  - Hagenberg
  - Hagendorf
  - Loosdorf
- Feistritz am Wechsel
  - Feistritz
  - Grottendorf

- Felixdorf
- Fels am Wagram
  - Gösing
  - Stettenhof
  - Thürnthal
- Ferschnitz
  - Innerochsenbach
- Fischamend
  - Fischamend Dorf
  - Fischamend Markt

- Frankenfels
- Furth an der Triesting
  - Furth
- Furth bei Göttweig
  - Aigen
  - Furth
  - Göttweig
  - Oberfucha
  - Palt
  - Steinaweg

## G
- Gaaden
  - Anningerforst
- Gablitz
- Gaming
  - Altenreith
  - Brettl
  - Kienberg
  - Lackenhof
  - Mitterau
  - Nestelberg
  - Neuhaus
  - Polzberg
- Gänserndorf
- Gars am Kamp
  - Buchberg
  - Burgholz
  - Etzmannsdorf am Kamp
  - Kamegg
  - Kotzendorf
  - Loibersdorf
  - Maiersch
  - Nondorf bei Gars
  - Tautendorf bei Gars
  - Thunau am Kamp
  - Wanzenau
  - Wolfshof
  - Zitternberg
- Gastern
  - Frühwärts
  - Garolden
  - Immenschlag
  - Kleinmotten
  - Kleinzwettl
  - Rueders
  - Weissenbach
  - Wiesmaden
- Gaubitsch
  - Altenmarkt
  - Kleinbaumgarten
- Gaweinstal
  - Atzelsdorf
  - Höbersbrunn
  - Martinsdorf
  - Pellendorf
  - Schrick
- Gedersdorf
  - Altweidling
  - Brunn im Felde
  - Donaudorf
  - Schlickendorf
  - Stratzdorf
  - Theiß
- Geras
  - Dallein
  - Fugnitz
  - Goggitsch
  - Harth
  - Hötzelsdorf
  - Kottaun
  - Pfaffenreith
  - Purgstall
  - Schiermannsreith
  - Sieghartsreith
  - Thumeritzer Sasswald
  - Trautmannsdorf
- Gerasdorf bei Wien
  - Gerasdorf
  - Kapellerfeld
  - Seyring
- Gerersdorf
  - Distelburg
  - Eggsdorf
  - Friesing
  - Grillenhöf
  - Hetzersdorf
  - Hofing
  - Loipersdorf
  - Salau
  - Stainingsdorf
  - Völlerndorf
  - Weitendorf
- Gföhl
  - Felling
  - Garmanns
  - Gföhleramt
  - Großmotten
  - Grottendorf
  - Hohenstein
  - Lengenfelderamt
  - Litsch und Wurfenthalgraben
  - Mittelbergeramt
  - Moritzreith
  - Neubau
  - Obermeisling
  - Rastbach
  - Reisling
  - Reittern
  - Seeb
  - Untermeisling
- Gießhübl
- Glinzendorf
- Gloggnitz
  - Abfaltersbach
  - Aue
  - Berglach
  - Eichberg
  - Graben
  - Heufeld
  - Salloder
  - Stuppach
  - Weißenbach
- Gmünd
  - Böhmzeil
  - Breitensee
  - Eibenstein
  - Grillenstein

- Gnadendorf
  - Eichenbrunn
  - Oedenkirchenwald
  - Pyhra
  - Röhrabrunn
  - Wenzersdorf
  - Zwentendorf
- Golling an der Erlauf
  - Golling
- Göllersdorf
  - Bergau
  - Eitzersthal
  - Furth
  - Großstelzendorf
  - Obergrub
  - Oberparschenbrunn
  - Porrau
  - Schönborn
  - Untergrub
  - Viendorf
  - Viendorf Weingebirge
  - Wischathal
- Göpfritz an der Wild
  - Almosen
  - Äpfelgschwendt
  - Breitenfeld
  - Kirchberg an der Wild
  - Merkenbrechts
  - Scheideldorf
  - Schönfeld
  - Weinpolz
- Göstling an der Ybbs
  - Göstling
  - Hochreith
  - Königsberg
  - Lassing
  - Steinbachmauer
  - Ybbssteinbach
- Göttlesbrunn-Arbesthal
  - Arbesthal
  - Göttlesbrunn
- Götzendorf an der Leitha
  - Götzendorf
  - Pischelsdorf
- Grabern
  - Mittergrabern
  - Obergrabern
  - Obersteinabrunn
  - Schöngrabern
  - Windpassing
- Grafenbach-St. Valentin
  - Grafenbach
  - Oberdanegg
  - Penk
  - St. Valentin-Landschach
- Grafenegg
  - Diendorf am Kamp
  - Engabrunn
  - Etsdorf
  - Grunddorf
  - Haitzendorf
  - Kamp
  - Sittendorf
  - Walkersdorf
- Grafenschlag
  - Bromberg
  - Kaltenbrunn
  - Kleingöttfritz
  - Kleinnondorf
  - Langschlag
  - Schafberg
  - Wielands
- Grafenwörth
  - Feuersbrunn
  - Jettsdorf
  - Seebarn am Wagram
  - St. Johann
  - Wagram am Wagram
- Gramatneusiedl
- Gresten
  - Ybbsbachamt
- Gresten-Land
  - Oberamt
  - Schadneramt
  - Unteramt
- Grimmenstein
  - Hochegg
- Groß-Enzersdorf
  - Franzensdorf
  - Großenzersdorf
  - Matzneusiedl
  - Mühlleiten
  - Oberhausen
  - Probstdorf
  - Rutzendorf
  - Schönau an der Donau
  - Wittau
- Groß Gerungs
  - Aigen
  - Albern
  - Blumau
  - Böhmsdorf
  - Dietmanns
  - Eggress
  - Etlas
  - Etzen
  - Frauendorf
  - Freitzenschlag
  - Griesbach
  - Großgerungs
  - Großmeinharts
  - Haid
  - Harruck
  - Häuslern
  - Heinreichs
  - Hypolts
  - Josefsdorf
  - Kleingundholz
  - Kleinreinprechts
  - Kleinwetzles
  - Kottingnondorf
  - Marharts
  - Mühlbach
  - Nonndorf
  - Oberkirchen
  - Oberneustift
  - Oberrosenauerwaldhäuser
  - Preinreichs
  - Schönbichl
  - Siebenberg
  - Sitzmanns
  - Thail
  - Wendelgraben
  - Wurmbrand
- Groß-Schweinbarth
  - Großschweinbarth
- Groß-Siegharts
  - Ellends
  - Fistritz
  - Großsiegharts
  - Loibes
  - Sieghartsles
  - Waldreichs
  - Weinern
  - Wienings
- Großdietmanns
  - Dietmanns
  - Ehrendorf
  - Eichberg
  - Höhenberg
  - Hörmanns
  - Reinpolz
  - Unterlembach
  - Wielands
- Großebersdorf
  - Eibesbrunn
  - Manhartsbrunn
  - Putzing
- Großengersdorf
- Großgöttfritz
  - Engelbrechts
  - Frankenreith
  - Großweißenbach
  - Kleinweißenbach
  - Reichers
  - Rohrenreith
  - Sprögnitz
- Großharras
  - Diepolz
  - Zwingendorf
- Großhofen
- Großkrut
  - Althöflein
  - Ginzersdorf
  - Harrersdorf
- Großmugl
  - Füllersdorf
  - Geitzendorf
  - Glaswein
  - Herzogbirbaum
  - Nursch
  - Ottendorf
  - Ringendorf
  - Roseldorf
  - Steinabrunn
- Großriedenthal
  - Neudegg
  - Ottenthal
- Großrußbach
  - Hipples
  - Karnabrunn
  - Kleinebersdorf
  - Weinsteig
  - Wetzleinsdorf
- Großschönau
  - Engelstein
  - Friedreichs
  - Großotten
  - Harmannstein
  - Mistelbach
  - Rothfarn
  - Schroffen
  - Thaures
  - Wachtberg
  - Wörnharts
  - Zweres
- Großweikersdorf
  - Ameisthal
  - Baumgarten am Wagram
  - Großwiesendorf
  - Kleinwiesendorf
  - Ruppersthal
  - Tiefenthal
- Grünbach am Schneeberg
  - Neusiedl am Walde
- Gumpoldskirchen
- Günselsdorf
- Guntersdorf
  - Großnondorf
- Guntramsdorf
- Gutenbrunn
- Gutenstein

## H
- Haag
  - Edelhof
  - Gstetten
  - Haag Stadt
  - Heimberg
  - Holzleiten
  - Knillhof
  - Krottendorf
  - Porstenberg
  - Radhof
  - Reichhub
  - Salaberg
  - Schudutz
- Hadersdorf-Kammern
  - Hadersdorf am Kamp
  - Kammern
- Hadres
  - Obritz
  - Untermarkersdorf
- Hafnerbach
  - Doppel bei Rannersdorf
  - Hengstberg
  - Hoheneggerwald
  - Korning
  - Ober- und Untergraben
  - Oed bei Korning
  - Pfaffing
  - Pielachhaag
  - Rannersdorf
  - Sasendorf
  - Stein-Eichberg
  - Thal
  - Weghof
  - Weinzierl
  - Wimpassing an der Pielach
  - Würmling
  - Zendorf
- Hagenbrunn
  - Flandorf
- Haidershofen
  - Brunnhof
  - Dorf an der Enns
  - Sträußl
  - Tröstelberg
  - Vestenthal
- Hainburg a.d. Donau
  - Hainburg an der Donau
- Hainfeld
  - Gegend Eck
  - Gölsen
  - Heugraben
  - Kasberg
  - Landsthal
  - Ob der Kirche
  - Saugraben
  - Vollberg
- Hardegg
  - Felling
  - Heufurth
  - Mallersbach
  - Merkersdorf
  - Niederfladnitz
  - Pleissing
  - Riegersburg
  - Umlauf
  - Waschbach
- Haringsee
  - Fuchsenbigl
  - Straudorf
- Harmannsdorf
  - Hetzmannsdorf
  - Kleinrötz
  - Mollmannsdorf
  - Obergänserndorf
  - Rückersdorf
  - Seebarn
  - Würnitz
- Haslau-Maria Ellend
  - Haslau an der Donau
  - Maria Ellend
- Haugschlag
  - Griesbach
  - Rottal
  - Türnau
- Haugsdorf
  - Auggenthal
  - Jetzelsdorf

- Haunoldstein
  - Eibelsau
  - Großsierning
  - Osterburg
- Hausbrunn
- Hauskirchen
  - Prinzendorf
  - Rannersdorf
- Hausleiten
  - Gaisruck
  - Goldgeben
  - Hausleithen
  - Perzendorf
  - Pettendorf
  - Schmida
  - Seitzersdorf-Wolfpassing
  - Trübenseer Auanteil
  - Zaina
  - Zissersdorf
- Heidenreichstein
  - Altmanns
  - Dietweis
  - Eberweis
  - Guttenbrunn
  - Haslau
  - Kleinpertholz
  - Motten
  - Seyfrieds
  - Thaures
  - Wielandsberg
  - Wolfsegg
- Heiligenkreuz
  - Siegenfeld
- Heldenberg
  - Glaubendorf
  - Großwetzdorf
  - Kleinwetzdorf
  - Oberthern
  - Unterthern
- Hennersdorf
- Hernstein
  - Grillenberg
  - Kleinfeld
  - Neusiedl bei Grillenberg
  - Pöllau
- Herrnbaumgarten
- Herzogenburg
  - Adletzberg
  - Angern
  - Ederding
  - Einöd
  - Gutenbrunn
  - Hameten
  - Oberndorf in der Ebene
  - Oberwinden
  - Ossarn
  - Pottschal
  - St. Andrä an der Traisen
  - Unterwinden
  - Wielandsthal
- Himberg
  - Gutenhof
  - Pellendorf
  - Velm
- Hinterbrühl
  - Sparbach
  - Weißenbach bei Mödling
- Hirschbach
  - Stölzles
- Hirtenberg
- Hochleithen
  - Bogenneusiedl
  - Traunfeld
  - Wolfpassing an der Hochleithen
- Hochneukirchen-Gschaidt
  - Gschaidt
  - Hochneukirchen
- Hochwolkersdorf
- Hof am Leithaberge
  - Hof am Leithagebirge
- Hofamt Priel
  - Priel Hofamt
  - Rottenhof
  - Weins

- Hofstetten-Grünau
  - Aigelsbach
  - Grünau
  - Grünsbach
  - Hofstetten
  - Kammerhof
  - Mainburg
  - Plambach
  - Plambacheck
- Hohe Wand
  - Gaaden
  - Maiersdorf
  - Netting
  - Stollhof
- Hohenau an der March
  - Hohenau
- Hohenberg
  - Innerfahrafeld
- Hoheneich
  - Nondorf
- Hohenruppersdorf
- Hohenwarth-Mühlbach a.M.
  - Bösendürnbach
  - Burgfrieden
  - Ebersbrunn
  - Hohenwarth
  - Mühlbach am Manhartsberg
  - Olbersdorf
  - Ronthal
  - Zemling
- Hollabrunn
  - Altenmarkt im Thale
  - Aspersdorf
  - Breitenwaida
  - Dietersdorf
  - Eggendorf im Thale
  - Enzersdorf im Thale
  - Gaisberg
  - Groß
  - Kleedorf
  - Kleinkadolz
  - Kleinstelzendorf
  - Kleinstetteldorf
  - Magersdorf
  - Mariathal
  - Oberfellabrunn
  - Puch
  - Raschala
  - Sonnberg
  - Suttenbrunn
  - Weyerburg
  - Wieselsfeld
  - Wolfsbrunn
- Hollenstein an der Ybbs
  - Garnberg
  - Großhollenstein
  - Krengraben
  - Oberkirchen
  - Oisberg
- Hollenthon
- Horn
  - Breiteneich
  - Doberndorf
  - Mödring
  - Mühlfeld
- Höflein
- Höflein an der Hohen Wand
  - Oberhöflein
  - Unterhöflein
  - Zweiersdorf
- Hundsheim
- Hürm
  - Arnersdorf
  - Atzing
  - Diendorf
  - Hainberg
  - Harmersdorf
  - Inning
  - Kronaberg
  - Mitterradl
  - Murschratten
  - Neustift bei Sooß
  - Oberradl
  - Obersiegendorf
  - Oberthurnhofen
  - Pöttendorf
  - Scharagraben
  - Sooß
  - Untersiegendorf
  - Unterthurnhofen

## I
- Inzersdorf-Getzersdorf
  - Anzenberg
  - Getzersdorf
  - Inzersdorf an der Traisen
  - Walpersdorf
  - Wetzmannsthal

- Irnfritz-Messern
  - Dorna
  - Grub
  - Haselberg
  - Irnfritz
  - Kleinullrichschlag
  - Messern
  - Nonndorf an der Wild
  - Reichharts
  - Rothweinsdorf
  - Sitzendorf
  - Trabenreith
  - Wappoltenreith

## J
- Jaidhof
  - Eisenbergeramt
  - Eisengraben
  - Eisengraberamt
  - Schiltingeramt

- Japons
  - Goslarn
  - Oberthumeritz
  - Sabatenreith
  - Schweinburg
  - Unterthumeritz
  - Wenjapons
  - Zettenreith

- Jedenspeigen
  - Sierndorf an der March
- Judenau-Baumgarten
  - Baumgarten am Tullnerfeld
  - Freundorf
  - Judenau
  - Zöfing

## K
- Kaltenleutgeben
- Kapelln
  - Etzersdorf
  - Katzenberg
  - Killing
  - Panzing und Miesting
  - Pönning
  - Rapoltendorf
  - Rassing
  - Thalheim
- Karlstein an der Thaya
  - Eggersdorf
  - Göpfritzschlag
  - Goschenreith
  - Griesbach bei Dobersberg
  - Hohenwarth
  - Karlstein
  - Münichreith an der Thaya
  - Obergrünbach
  - Schlader
  - Thuma
  - Thures
- Karlstetten
  - Hausenbach
  - Heitzing
  - Lauterbach
  - Obermamau
  - Schaubing
  - Untermamau
  - Weyersdorf
- Kasten bei Böheimkirchen
  - Baumgarten bei Kasten
  - Berg
  - Braunsberg
  - Damberg
  - Dörfl bei Kasten
  - Fahrafeld
  - Gwörth
  - Hummelberg bei Kasten
  - Kasten
  - Kirchsteig
  - Kronberg
  - Lanzendorf bei Kasten
  - Lielach
  - Mitterfeld
  - Stallbach
  - Steinabruck
  - Wallenreith
- Katzelsdorf
- Kaumberg
  - Höfnergraben
  - Laabach
  - Obertriesting
  - Steinbachtal
  - Untertriesting
- Kautzen
  - Engelbrechts
  - Großtaxen
  - Illmau
  - Kleingerharts
  - Kleintaxen
  - Plessberg
  - Reinberg-Dobersberg
  - Tiefenbach
  - Triglas
- Kematen an der Ybbs
  - Kematen
  - Niederhausleiten
- Kilb
  - Hauersdorf
  - Heinrichsberg
  - Kettenreith
  - Rametzberg
  - Teufelsdorf
  - Umbach

- Kirchberg am Wagram
  - Altenwörth
  - Dörfl
  - Engelmannsbrunn
  - Gigging
  - Kollersdorf
  - Mallon
  - Mitterstockstall
  - Neustift im Felde
  - Oberstockstall
  - Unterstockstall
  - Winkl
- Kirchberg am Walde
  - Fromberg
  - Hollenstein
  - Süssenbach
  - Ullrichs
  - Weißenalbern
- Kirchberg am Wechsel
  - Alpeltal
  - Kranichberg
  - Lehen
  - Molzegg
  - Ofenbach
- Kirchberg an der Pielach
- Kirchschlag
  - Bernhardshof
  - Eck
  - Gastles
  - Kienings
  - Merkengerst
  - Plessberg
  - Roggenreith
  - Scheib
  - Schneeberg
- Kirchschlag in der Buckligen Welt
  - Aigen
  - Kirchschlag
  - Lembach
  - Stang
  - Ungerbach
- Kirchstetten
  - Doppel
  - Oberwolfsbach
  - Paltram
  - Senning
  - Sichelbach
  - Totzenbach
  - Waasen
- Kirnberg an der Mank
  - Furth
  - Kirnberg
  - Mayerhöfen
- Klausen-Leopoldsdorf
  - Klausenleopoldsdorf
  - Kleinmariazellerforst
- Klein-Neusiedl
  - Kleinneusiedl
- Klein-Pöchlarn
  - Kleinpöchlarn
- Kleinzell
  - Ebenwald
  - Hinterhallbach
- Klosterneuburg
  - Gugging
  - Höflein an der Donau
  - Kierling
  - Kritzendorf
  - Weidling
  - Weidlingbach

- Königsbrunn am Wagram
  - Bierbaum am Kleebigl
  - Frauendorf
  - Hippersdorf
  - Königsbrunn
  - Utzenlaa
  - Zaußenberg
- Königstetten
- Korneuburg
- Kottes-Purk
  - Bernhards
  - Dankholz
  - Doppl
  - Elsenreith
  - Ensberg
  - Ernst
  - Felles
  - Fohra
  - Gotthardschlag
  - Gschwendt
  - Günzles
  - Heitzles
  - Hörans
  - Kalkgrub
  - Kottes
  - Leopolds
  - Münichreith
  - Pfaffenschlag
  - Pötzles
  - Purk
  - Reichpolds
  - Richterhof
  - Runds
  - Schoberhof
  - Singenreith
  - Teichmanns
  - Trittings
  - Voirans
  - Voitsau
  - Weikartsschlag
  - Wernhies
- Kottingbrunn
- Krems an der Donau
  - Angern
  - Egelsee
  - Gneixendorf
  - Hollenburg
  - Krems
  - Landersdorf
  - Rehberg
  - Scheibenhof
  - Stein
  - Thallern
  - Weinzierl bei Krems
- Kreuttal
  - Hautzendorf
  - Hornsburg
  - Unterolberndorf
- Kreuzstetten
  - Niederkreuzstetten
    - Neubau-Kreuzstetten

  - Oberkreuzstetten
  - Streifing
- Krumau am Kamp
  - Dobra
  - Eisenberg
  - Idolsberg
  - Preinreichs
  - Thurnberg
  - Tiefenbach
- Krumbach
- Krummnußbaum
  - Diedersdorf
  - Krumnußbaum

## L
- Laa an der Thaya
  - Blaustaudnerhof
  - Geiselbrechtshof
  - Hanfthal
  - Kottingneusiedl
  - Laaer Herrengüter
  - Laaer Klafter
  - Pernhofen
  - Ruhhof
  - Ungerndorf
  - Wulzeshofen
- Laab im Walde
- Ladendorf
  - Eggersdorf
  - Garmanns
  - Grafensulz
  - Herrnleis
  - Neubau
  - Pürstendorf
- Langau
  - Hessendorf
- Langenlois
  - Gobelsburg
  - Haindorf
  - Mittelberg
  - Oberreith
  - Schiltern
  - Unterreith
  - Zöbing
- Langenrohr
  - Asparn
  - Kronau
  - Langenschönbichl
  - Neusiedl
- Langenzersdorf
- Langschlag
  - Bruderndorf
  - Bruderndorferwaldhäuser
  - Fraberg
  - Kainrathschlag
  - Kasbach
  - Kehrbach
  - Kleinpertholz
  - Koggschlag
  - Lamberg
  - Langschlägerwaldhäuser
  - Mittelberg
  - Mitterschlag
  - Münzbach
  - Schmerbach
  - Siebenhöf
  - Stierberg
  - Streith

- Lanzendorf
  - Oberlanzendorf
  - Unterlanzendorf
- Lanzenkirchen
  - Frohsdorf
  - Haderswörth
  - Kleinwolkersdorf
  - Ofenbach
- Lassee
  - Schönfeld
- Laxenburg
- Leiben
  - Ebersdorf
  - Lehen
  - Losau
  - Mampasberg
  - Weitenegg
- Leitzersdorf
  - Hatzenbach
  - Kleinwilfersdorf
  - Wiesen
  - Wollmannsberg
- Lengenfeld
- Leobendorf
  - Oberrohrbach
  - Tresdorf
  - Unterrohrbach
- Leobersdorf
- Leopoldsdorf
  - Rustenfeld
- Leopoldsdorf im Marchfeld
  - Breitstetten
- Lichtenau im Waldviertel
  - Allentsgschwendt
  - Brunn am Walde
  - Ebergersch
  - Engelschalks
  - Erdweis
  - Gloden
  - Großreinprechts
  - Jeitendorf
  - Kornberg
  - Ladings
  - Lichtenau
  - Loiwein
  - Obergrünbach
  - Pallweis
  - Scheitz
  - Taubitz
  - Wietzen
  - Wurschenaigen

- Lichtenegg
- Lichtenwörth
- Lilienfeld
  - Dörfl
  - Hintereben
  - Jungherrnthal
  - Marktl
  - Schrambach
  - Stangenthal
  - Vordereben
  - Zögersbach
- Litschau
  - Gopprechts
  - Hörmanns
  - Loimanns
  - Reichenbach
  - Reitzenschlag
  - Saaß
  - Schandachen
  - Schlag
  - Schönau
- Loich
- Loosdorf
  - Albrechtsberg
  - Neubach
  - Rohr
  - Sitzenthal
- Ludweis-Aigen
  - Aigen
  - Blumau an der Wild
  - Diemschlag
  - Drösiedl
  - Kollmitzgraben
  - Liebenberg
  - Ludweis
  - Oedt an der Wild
  - Pfaffenschlag
  - Radessen
  - Radl
  - Sauggern
  - Seebs
  - Tröbings
- Lunz am See
  - Ahorn
  - Bodingbach
  - Hohenberg
  - Lunzamt
  - Lunzdorf
  - Seekopf
  - Weißenbach

## M
- Mailberg
- Maissau
  - Eggendorf am Walde
  - Grübern
  - Gumping
  - Kleinburgstall
  - Limberg
  - Oberdürnbach
  - Reikersdorf
  - Unterdürnbach
  - Wilhelmsdorf
- Mank
  - Großaigen
  - Kälberhart
  - Loitsdorf
  - Strannersdorf
  - Wolkersdorf
- Mannersdorf am Leithagebirge
- Mannsdorf an der Donau
  - Mannsdorf
- Marbach an der Donau
  - Auratsberg
  - Granz
  - Krumnußbaum
  - Marbach
- Marchegg
  - Breitensee
- Maria Anzbach
  - Getzwiesen
  - Großraßberg
  - Maria Anzbach
  - Unteroberndorf
- Maria Enzersdorf
- Maria Laach am Jauerling
  - Benking
  - Felbring
  - Friedersdorf
  - Gießhübl
  - Haslarn
  - Hinterkogl
  - Hof
  - Kuffarn
  - Litzendorf
  - Loitzendorf
  - Mitterndorf
  - Nonnersdorf
  - Oberndorf
  - Schlaubing
  - Thalham
  - Weinberg
  - Wiesmannsreith
  - Zeißing
  - Zintring
- Maria-Lanzendorf
  - Maria Lanzendorf
- Maria Taferl
  - Obererla
  - Oberthalheim
  - Reitern
  - Untererla
  - Unterthalheim
  - Wimm
- Markersdorf-Haindorf
  - Haindorf
  - Knetzersdorf
  - Mannersdorf
  - Markersdorf
  - Mitterau
  - Mitterndorf
  - Nenndorf
  - Poppendorf
  - Winkel
  - Wultendorf
- Markgrafneusiedl
- Markt Piesting
  - Dreistetten
  - Piesting
- Martinsberg
  - Edlesberg
  - Kleingerungs
  - Kleinpertholz
  - Loitzenreith
  - Mitterndorf
  - Oed
  - Reitzendorf
  - Thumling
  - Walpersdorf
  - Weixelberg
  - Wiehalm
- Matzendorf-Hölles
  - Hölles
  - Matzendorf
- Matzen-Raggendorf
  - Kleinharras
  - Matzen
  - Raggendorf
- Mauerbach
- Mautern an der Donau
  - Baumgarten
  - Mautern
  - Mauternbach
- Meiseldorf
  - Kattau
  - Kleinmeiseldorf
  - Maigen
  - Stockern
- Melk
  - Großpriel
  - Kollapriel
  - Pielach
  - Pielachberg
  - Pöverding
  - Rosenfeld
  - Schrattenbruck
  - Spielberg
  - Winden
- Michelbach
  - Mayerhöfen
  - Michelbach Dorf
  - Michelbach Markt
- Michelhausen
  - Atzelsdorf
  - Michelndorf
  - Mitterndorf
  - Pixendorf
  - Rust
  - Spital
  - Streithofen
- Miesenbach
- Mistelbach
  - Ebendorf
  - Eibesthal
  - Frättingsdorf
  - Hörersdorf
  - Hüttendorf
  - Kettlasbrunn
  - Lanzendorf
  - Paasdorf
  - Siebenhirten
- Mitterbach am Erlaufsee
  - Josefsrotte
  - Mitterbachseerotte
- Mitterndorf an der Fischa
  - Mitterndorf
- Mödling
- Mönichkirchen
- Moorbad Harbach
  - Harbach
  - Hirschenwies
  - Lauterbach
  - Wultschau
- Moosbrunn
- Muckendorf-Wipfing
  - Muckendorf
  - Wipfing
- Muggendorf
- Mühldorf
  - Amstall
  - Elsarn am Jauerling
  - Niederranna
  - Oberranna
  - Oetz
  - Oetzbach
  - Povat
  - Trandorf
- Münchendorf
- Münichreith-Laimbach
  - Bachones
  - Edelsreith
  - Gmaining
  - Kehrbach
  - Kollnitz
  - Laimbach
  - Mayerhofen
  - Münichreith
  - Pargatstetten
  - Rappoltenreith

## N
- Nappersdorf-Kammersdorf
  - Dürnleis
  - Haslach
  - Kammersdorf
  - Kleinsierndorf
  - Kleinweikersdorf
  - Nappersdorf
- Natschbach-Loipersbach
  - Lindgrub
  - Loipersbach
  - Natschbach
- Neidling
  - Afing
  - Dietersberg
  - Enikelberg
  - Flinsbach
  - Gabersdorf
  - Goldegg
  - Griechenberg
  - Pultendorf
  - Watzelsdorf
  - Wernersdorf
- Neudorf im Weinviertel
  - Hausleitnerwald
  - Kirchstetten
  - Neudorf
  - Zlabern
- Neuhofen an der Ybbs
  - Amesleiten
  - Kornberg
  - Perbersdorf
  - Scherbling
  - Schindau
  - Toberstetten
- Neulengbach
  - Almersberg
  - Emmersdorf
  - Großweinberg
  - Haag
  - Inprugg
  - Markersdorf
  - Ollersbach
  - Pettenau
  - Raipoltenbach
  - St. Christophen
  - Tausendblum
  - Umsee
  - Unterwolfsbach
  - Wolfersdorf
- Neumarkt an der Ybbs
  - Kemmelbach
  - Neumarkt
- Neunkirchen
  - Mollram
  - Peisching
- Neusiedl an der Zaya
  - St. Ulrich
- Neustadtl an der Donau
  - Berghof
  - Freienstein
  - Hößgang
  - Kleinwolfstein
  - Nabegg
  - Neustadtl
  - Schaltberg
  - Windpassing
- Neustift-Innermanzing
- Niederhollabrunn
  - Bruderndorf
  - Haselbach
  - Niederfellabrunn
  - Streitdorf
- Niederleis
  - Helfens
  - Kleinsitzendorf
  - Nodendorf
- Nöchling
  - Artneramt
  - Mitterndorf
- Nußdorf ob der Traisen
  - Franzhausen
  - Neusiedl
  - Nußdorf an der Traisen
  - Reichersdorf
  - Ried
  - Theyern

## O
- Ober-Grafendorf
  - Badendorf
  - Baumgarten bei Grafendorf
  - Ebersdorf
  - Fridau
  - Gasten
  - Gattmannsdorf
  - Gröben
  - Grub bei Obergrafendorf
  - Kotting
  - Kunning
  - Neustift bei Gasten
  - Obergrafendorf
  - Reitzing
  - Rennersdorf
  - Ritzersdorf
  - Wantendorf
  - Willersdorf bei Wantendorf
- Oberndorf an der Melk
  - Gries
  - Hub
  - Lehen bei Oberndorf
  - Schachau
  - Waasen
- Obersiebenbrunn
- Oberwaltersdorf
- Obritzberg-Rust
  - Diendorf
  - Doppel
  - Eitzendorf
  - Flinsdorf
  - Fugging
  - Greiling
  - Großrust
  - Grünz
  - Hain
  - Heinigstetten
  - Kleinrust
  - Landhausen
  - Obermerking
  - Obritzberg
  - Pfaffing
  - Schweinern
  - Untermerking
  - Winzing
  - Zagging
- Oed-Oehling
  - Oed Markt
  - Oehling
- Opponitz
  - Ofenberg
  - Schwarzenbach
  - Thann
- Orth an der Donau
- Ottenschlag
  - Bernreith
  - Endlas
  - Jungschlag
  - Neuhof
- Ottenthal
  - Guttenbrunn
- Otterthal

## P
- Palterndorf-Dobermannsdorf
  - Dobermannsdorf
  - Palterndorf
- Parbasdorf
- Paudorf
  - Eggendorf
  - Höbenbach
  - Hörfarth
  - Krustetten
  - Meidling
  - Tiefenfucha
- Payerbach
  - Kreuzberg
  - Küb
  - Pettenbach
  - Schmidsdorf
- Perchtoldsdorf
- Pernegg
  - Etzelsreith
  - Lehndorf
  - Ludweishofen
  - Nödersdorf
  - Posselsdorf
  - Raisdorf
  - Staningersdorf
- Pernersdorf
  - Peigarten
  - Pfaffendorf
  - Ragelsdorf
- Pernitz
  - Feichtenbach
- Perschling
  - Grunddorf
  - Gunnersdorf
  - Haselbach
  - Langmannersdorf
  - Murstetten
  - Obermoos
  - Perschling
  - Weißenkirchen an der Perschling
  - Wieselbruck
  - Winkling
- Persenbeug-Gottsdorf
  - Gottsdorf
  - Hagsdorf
  - Persenbeug
- Petronell-Carnuntum
  - Petronell
- Petzenkirchen
- Pfaffenschlag bei Waidhofen a.d.Thaya
  - Arnolz
  - Artolz
  - Eisenreichs
  - Großeberharts
  - Kleingöpfritz
  - Pfaffenschlag
  - Rohrbach
  - Schwarzenberg
- Pfaffstätten
- Pillichsdorf
  - Reuhof
- Pitten
  - Inzenhof
  - Leiding
  - Sautern
- Pöchlarn
  - Brunn
  - Ornding
  - Rampersdorf
  - Röhrapoint
  - Wörth
- Pöggstall
  - Arndorf
  - Aschelberg
  - Bergern bei Pöggstall
  - Bruck am Ostrong
  - Dietsam
  - Gerersdorf
  - Krempersbach
  - Krumling
  - Laas
  - Landstetten
  - Loibersdorf
  - Muckendorf
  - Mürfelndorf
  - Neukirchen
  - Oberbierbaum
  - Oberhohenau
  - Öd
  - Pömmerstall
  - Prinzelndorf
  - Straßreith
  - Unterhohenau
  - Wachtberg
  - Weinling
  - Weißpyhra
  - Würnsdorf
  - Zöbring
- Pölla
  - Altpölla
  - Brugg
  - Dobra
  - Döllersheim
  - Eichhorns
  - Felsenberg
  - Franzen
  - Heinreichs
  - Kienberg
  - Kleinenzersdorf
  - Kleinmotten
  - Kleinraabs
  - Krug
  - Loibenreith
  - Mestreichs
  - Neupölla
  - Niederplöttbach
  - Nondorf
  - Ramsau
  - Reichhalms
  - Riegers
  - Schmerbach
  - Schwarzenreith
  - Söllitz
  - Strones
  - Thaures
  - Waldreichs
  - Wegscheid
  - Wetzlas
- Pottendorf
  - Landegg
  - Siegersdorf
  - Wampersdorf
- Pottenstein
  - Fahrafeld
- Poysdorf
  - Altruppersdorf
  - Erdberg
  - Föllim
  - Höbertsgrub
  - Ketzelsdorf
  - Kleinhadersdorf
  - Passauerhof
  - Poysbrunn
  - Walterskirchen
  - Wetzelsdorf
  - Wilhelmsdorf
- Prellenkirchen
  - Deutsch Haslau
  - Schönabrunn
  - Wangheim
- Pressbaum
  - Au am Kraking
  - Pfalzau
  - Preßbaum
  - Rekawinkel
- Prigglitz
- Prinzersdorf
  - Uttendorf
- Prottes
- Puchberg am Schneeberg
  - Rohrbachgraben
  - Stolzenwörth
- Puchenstuben
- Pulkau
  - Großreipersdorf
  - Leodagger
  - Passendorf
  - Rafing
  - Rohrendorf
- Purgstall an der Erlauf
  - Feichsen
  - Hochrieß
  - Petzelsdorf
  - Purgstall
  - Rogatsboden
  - Schauboden
  - Sölling
  - Söllingerwald
  - Zehnbach
- Purkersdorf
- Pyhra
  - Adeldorf
  - Atzling
  - Auern
  - Blindorf
  - Brunn
  - Ebersreith
  - Egelsee
  - Fahra
  - Getzersdorf
  - Heuberg
  - Hinterholz
  - Hummelberg bei Pyhra
  - Loitzenberg
  - Nützling
  - Obergrub
  - Obertiefenbach
  - Perersdorf
  - Probstwald
  - Reichenhag
  - Reichgrüben
  - Schauching
  - Schnabling
  - Wald
  - Weinzettl
  - Wieden bei Pyhra
  - Zell
  - Zuleithen

## R
- Raabs an der Thaya
  - Alberndorf
  - Eibenstein
  - Großau
  - Koggendorf
  - Kollmitzdörfl
  - Liebnitz
  - Lindau
  - Luden
  - Modsiedl
  - Mostbach
  - Neuriegers
  - Nondorf
  - Ober- und Unterreith
  - Oberndorf bei Raabs
  - Oberndorf bei Weikertschlag
  - Oberpfaffendorf
  - Pommersdorf
  - Primmersdorf
  - Rabesreith
  - Rossa
  - Schaditz
  - Speisendorf
  - Süssenbach
  - Trabersdorf
  - Unterpertholz
  - Unterpfaffendorf
  - Weikertschlag
  - Wetzles
  - Wilhelmshof
  - Zabernreith
  - Zemmendorf
  - Ziernreith
- Raach am Hochgebirge
  - Raach
  - Sonnleiten
  - Wartenstein
- Raasdorf
  - Pysdorf
- Rabensburg
- Rabenstein an der Pielach
  - Rabenstein
- Ramsau
  - Fahrabach
  - Gaupmannsgraben
  - Haraseck
  - Kieneck
  - Oberhöhe
  - Oberried
  - Schneidbach
  - Unterried
- Randegg
  - Franzenreith
  - Hochkoglberg
  - Perwarth
  - Puchberg bei Randegg
  - Steinholz
- Rappottenstein
  - Dietharts
  - Gretschen
  - Großgundholz
  - Grünbach
  - Hausbach
  - Höhendorf
  - Kirchbach
  - Kleinnondorf
  - Lembach
  - Neustift
  - Oberrabenthan
  - Pehendorf
  - Pfaffendorf
  - Reichenbach
  - Riebeis
  - Ritterkamp
  - Roiten
  - Selbitz
- Rastenfeld
  - Marbach im Felde
  - Mottingeramt
  - Niedergrünbach
  - Peygarten
  - Rastenberg
  - Sperkenthal
  - Zierings
- Rauchenwarth
- Ravelsbach
  - Baierdorf
  - Gaindorf
  - Minichhofen
  - Oberravelsbach
  - Parisdorf
  - Pfaffstetten
- Raxendorf
  - Afterbach
  - Braunegg
  - Eibetsberg bei Raxendorf
  - Feistritz
  - Klebing
  - Lauffenegg
  - Lehsdorf
  - Mannersdorf bei Heiligenblut
  - Moos
  - Neudorf
  - Neusiedl am Feldstein
  - Neusiedl bei Pfaffenhof
  - Ottenberg
  - Pfaffenhof
  - Pölla
  - Robans
  - Steinbach
  - Troibetsberg
  - Walkersdorf
  - Zehentegg
  - Zeining
  - Zogelsdorf
- Reichenau an der Rax
  - Grünsting
  - Hirschwang
  - Hirschwanger Forst
  - Klein- und Großau
  - Prein
  - Reichenau
- Reingers
  - Grametten
  - Hirschenschlag
  - Illmanns
  - Leopoldsdorf
- Reinsberg
  - Buchberg
  - Kerschenberg
  - Robitzboden
- Reisenberg
- Retz
  - Hofern
  - Kleinhöflein
  - Kleinriedenthal
  - Obernalb
  - Retz Altstadt
  - Retz Stadt
  - Unternalb
- Retzbach
  - Mitterretzbach
  - Oberretzbach
  - Unterretzbach
- Ringelsdorf-Niederabsdorf
  - Niederabsdorf
  - Ringelsdorf
- Rohr im Gebirge
- Rohrau
  - Gerhaus
  - Hollern
  - Pachfurth
- Rohrbach an der Gölsen
  - Bernreit
  - Durlaß
  - Oberrohrbach
  - Prünst
  - Unterrohrbach
- Rohrendorf bei Krems
  - Neustift an der Donau
  - Oberrohrendorf
  - Unterrohrendorf
- Röhrenbach
  - Feinfeld
  - Germanns
  - Gobelsdorf
  - Greillenstein
  - Neubau
  - Tautendorf bei Röhrenbach
  - Winkl
- Röschitz
  - Kleinjetzelsdorf
  - Kleinreinprechtsdorf
  - Roggendorf
- Rosenburg-Mold
  - Mold
  - Mörtersdorf
  - Rosenburg
  - Stallegg
  - Zaingrub
- Rossatz-Arnsdorf
  - Mitterarnsdorf
  - Oberarnsdorf
  - Rossatz
  - Rührsdorf
- Ruprechtshofen
  - Grabenegg
  - Ockert
  - Rainberg
  - Riegers
  - Zwerbach
- Rußbach
  - Niederrußbach
  - Oberrußbach
  - Stranzendorf

## S
- Sallingberg
  - Armschlag
  - Großnondorf
  - Heubach
  - Kamles
  - Kleinhaslau
  - Lugendorf
  - Moniholz
  - Rabenhof
  - Spielleithen
  - Voitschlag
- Scharndorf
  - Regelsbrunn
  - Wildungsmauer
- Scheibbs
  - Brandstatt
  - Fürteben
  - Ginning
  - Neustift bei Scheibbs
  - Scheibbsbach
- Schollach
  - Anzendorf
  - Merkendorf
  - Roggendorf
  - Schallaburg
- Scheiblingkirchen-Thernberg
  - Gleißenfeld
  - Reitersberg
  - Scheiblingkirchen
  - Thernberg
- Schönau an der Triesting
  - Dornau
- Schönbach
  - Aschen
  - Bernton
  - Dorfstadt
  - Lohn
- Schönberg am Kamp
  - Altenhof
  - Buchberger Waldhütten
  - Fernitz
  - Freischling
  - Kriegenreith
  - Mollands
  - Neustift bei Schönberg
  - Oberplank
  - Plank am Kamp
  - Raan
  - Schönberg
  - Stiefern
  - Thürneustift
- Schönbühel-Aggsbach
  - Aggsbach
  - Aggstein
  - Berging
  - Hub
  - Schönbühel an der Donau
  - Wolfstein
- Schönkirchen-Reyersdorf
  - Reyersdorf
  - Schönkirchen
- Schottwien
- Schrattenbach
- Schrattenberg
- Schrattenthal
  - Obermarkersdorf
  - Waitzendorf
- Schrems
  - Ehrenhöbarten
  - Gebharts
  - Kiensass
  - Kleedorf
  - Kottinghörmanns
  - Kurzschwarza
  - Langegg
  - Langschwarza
  - Neulangegg
  - Niederschrems
  - Neuniederschrems
  - Pürbach
- Schwadorf
- Schwarzau am Steinfeld
  - Guntrams
- Schwarzau im Gebirge
- Schwarzenau
  - Ganz
  - Großhaselbach
  - Hausbach
  - Limpfings
  - Modlitsch
  - Schlag
  - Stögersbach
- Schwarzenbach
- Schwarzenbach an der Pielach
  - Schwarzenbach
- Schwechat
  - Kledering
  - Mannswörth
  - Rannersdorf
- Schweiggers
  - Brunnhöf
  - Großreichenbach
  - Kleinwolfgers
  - Limbach
  - Mannshalm
  - Meinhartschlag
  - Perndorf
  - Reinbolden
  - Sallingstadt
  - Schwarzenbach
  - Siebenlinden
  - Streitbach
  - Unterwindhag
  - Vierlings
  - Walterschlag
  - Windhof
- Seebenstein
  - Schiltern
- Seefeld-Kadolz
  - Großkadolz
  - Seefeld
- Seibersdorf
  - Deutsch Brodersdorf
- Seitenstetten
  - Seitenstetten Dorf
  - Seitenstetten Markt
- Semmering
  - Kurort Semmering
- Senftenberg
  - Imbach
  - Meislingeramt
  - Priel
  - Reichaueramt
  - Senftenbergeramt
- Sieghartskirchen
  - Abstetten
  - Dietersdorf
  - Einsiedl
  - Elsbach
  - Flachberg
  - Gerersdorf
  - Gollarn
  - Henzing
  - Kogl
  - Kracking
  - Kreuth
  - Kronstein
  - Oepping
  - Ollern
  - Penzing
  - Plankenberg
  - Ranzelsdorf
  - Rappoltenkirchen
  - Reichersberg
  - Ried am Riederberg
  - Röhrenbach
  - Wagendorf
  - Weinzierl bei Ollern
- Sierndorf
  - Höbersdorf
  - Oberhautzental
  - Obermallebarn
  - Oberolberndorf
  - Senning
  - Unterhautzental
  - Untermallebarn
  - Unterparschenbrunn
- Sigmundsherberg
  - Brugg
  - Kainreith
  - Missingdorf
  - Rodingersdorf
  - Röhrawiesen
  - Theras
  - Walkenstein
- Sitzenberg-Reidling
  - Ahrenberg
  - Baumgarten bei Reidling
  - Eggendorf
  - Hasendorf
  - Reidling
  - Sitzenberg
  - Thallern
- Sitzendorf an der Schmida
  - Braunsdorf
  - Frauendorf
  - Goggendorf
  - Kleinkirchberg
  - Niederschleinz
  - Pranhartsberg
  - Roseldorf
  - Sitzendorf
  - Sitzenhart
- Sollenau
- Sommerein
- Sonntagberg
  - Böhlerwerk
- Sooß
- Spannberg
- Spillern
- Spitz
  - Gut am Steg
  - Schwallenbach
  - Vießling
- St. Aegyd am Neuwalde
  - Gscheid
  - Herrschaftsgründe
  - Keeramt
  - Mitterbachamt
  - Unrecht Traisen
  - Weißenbachamt
- St. Andrä-Wördern
  - Altenberg
  - Greifenstein
  - Hadersfeld
  - Hintersdorf
  - Kirchbach
  - St. Andrä
  - Wördern
- St. Anton an der Jeßnitz
  - Anger
  - Gärtenberg
  - Grafenmühl
  - Wohlfahrtsschlag
- St. Bernhard-Frauenhofen
  - Frauenhofen
  - Großburgstall
  - Grünberg
  - Poigen
  - St. Bernhard
  - Strögen
- St. Corona am Wechsel
- St. Egyden am Steinfeld
  - Gerasdorf am Steinfelde
  - Neusiedl am Steinfelde
  - Saubersdorf
  - Urschendorf
- St. Georgen am Reith
  - Hochau
  - Kogelsbach
  - Königsbergau
- St. Georgen am Ybbsfelde
  - Hermannsdorf
  - Krahof
  - Leutzmannsdorf
- St. Georgen an der Leys
  - Dachsberg
- St. Leonhard am Forst
  - Aichbach
  - Grimmegg
  - Ritzengrub
- St. Leonhard am Hornerwald
  - Obertautendorferamt
  - St. Leonhard am Hornerwalde
  - Untertautendorferamt
  - Wilhalm
  - Wolfshoferamt
- St. Margarethen an der Sierning
  - Eigendorf
  - Feilendorf
  - Kainradsdorf
  - Kleinsierning
  - Linsberg
  - Margarethen
  - Oberhofen
  - Rammersdorf
  - Saudorf
  - Türnau
  - Unterradl
  - Wieden bei Margarethen
  - Wilhersdorf bei Margarethen
- St. Martin
  - Harmanschlag
  - Langfeld
- St. Martin-Karlsbach
  - Karlsbach
  - St. Martin
- St. Oswald
  - Fünfling
  - Stiegeramt
- St. Pantaleon-Erla
  - Erla
  - St. Pantaleon
- St. Peter in der Au
  - Hohenreith
  - Kirnberg
  - St. Johann in Engstetten
  - St. Michael am Bruckbach
  - St. Peter in der Au Dorf
  - St. Peter in der Au Markt
- St. Pölten
  - Altmannsdorf
  - Dörfl bei Ochsenburg
  - Eggendorf
  - Ganzendorf
  - Hafing
  - Harland
  - Hart
  - Kreisberg
  - Matzersdorf
  - Mühlgang
  - Nadelbach
  - Oberradlberg
  - Oberwagram
  - Oberzwischenbrunn
  - Ochsenburg
  - Pengersdorf
  - Pottenbrunn
  - Pummersdorf
  - Ragelsdorf
  - Ratzersdorf an der Traisen
  - Reitzersdorf
  - Schwadorf
  - Spratzern
  - St. Georgen am Steinfelde
  - Stattersdorf
  - Steinfeld
  - Teufelhof
  - Unterradlberg
  - Unterwagram
  - Unterzwischenbrunn
  - Viehofen
  - Völtendorf
  - Waitzendorf
  - Wasserburg
  - Weitern
  - Wetzersdorf
  - Windpassing
  - Witzendorf
  - Wolfenberg
  - Wörth
  - Zwerndorf
- St. Valentin
  - Altenhofen
  - Endholz
  - Hofkirchen
  - Rems
  - Thurnsdorf
- St. Veit an der Gölsen
  - Außerwiesenbach
  - Innerwiesenbach
  - Kerschenbach
  - Kropfsdorf
  - Mayerhöfen
  - Obergegend
  - Pfenningbach
  - Rainfeld
  - Schwarzenbach
  - Steinwandleithen
  - Traisenort
  - Wiesenfeld
  - Wobach
- Staatz
  - Ameis
  - Enzersdorf bei Staatz
  - Ernsdorf
  - Staatz-Kautendorf
  - Waltersdorf
  - Wultendorf
- Statzendorf
  - Absdorf
  - Kuffern
  - Rottersdorf
  - Weidling
- Steinakirchen am Forst
  - Außerochsenbach
  - Ernegg
  - Lonitzberg
  - Zehetgrub
- Stetteldorf am Wagram
  - Eggendorf am Wagram
  - Inkersdorf
  - Starnwörth
- Stetten
- Stockerau
  - Oberzögersdorf
  - Unterzögersdorf
- Stössing
  - Bonnleiten
  - Buchbach
  - Dachsbach
  - Freiling
  - Hendelgraben
  - Hochgschaid
  - Hochstraß
  - Hof
  - Sonnleiten
- Straning-Grafenberg
  - Etzmannsdorf bei Straning
  - Grafenberg
  - Straning
  - Wartberg
- Straß im Straßertale
  - Diendorf am Walde
  - Elsarn
  - Oberholz
  - Straß
  - Wiedendorf
- Strasshof an der Nordbahn
  - Straßerfeld
- Stratzing
- Strengberg
  - Au
  - Limbach
  - Oberramsau
  - Ottendorf
  - Thürnbuch
- Stronsdorf
  - Oberschoderlee
  - Patzenthal
  - Patzmannsdorf
  - Stronegg
  - Unterschoderlee
- Sulz im Weinviertel
  - Erdpreß
  - Nexing
  - Niedersulz
  - Obersulz

## T
- Tattendorf
- Teesdorf
- Ternitz
  - Dunkelstein
  - Flatz
  - Holzweg
  - Mahrersdorf
  - Pottschach
  - Putzmannsdorf
  - Raglitz
  - Rohrbach am Steinfelde
  - Sieding
  - St. Johann am Steinfelde
- Texingtal
  - Fischbach
  - Plankenstein
  - Sonnleithen
  - St. Gotthard
  - Steingrub
  - Texing
  - Weißenbach
- Thaya
  - Eggmanns
  - Großgerharts
  - Jarolden
  - Niederedlitz
  - Oberedlitz
  - Peigarten
  - Ranzles
  - Schirnes
- Theresienfeld
- Thomasberg
  - Sauerbüchl

- Traisen
- Traiskirchen
  - Möllersdorf
  - Oeynhausen
  - Tribuswinkel
  - Wienersdorf
- Traismauer
  - Frauendorf
  - Gemeinlebarn
  - Hilpersdorf
  - Oberndorf am Gebirge
  - St. Georgen bei Wagram
  - Stollhofen
  - Wagram an der Traisen
  - Waldletzberg
- Trattenbach
- Trautmannsdorf an der Leitha
  - Gallbrunn
  - Sarasdorf
  - Stixneusiedl
  - Trautmannsdorf
- Trumau
- Tulbing
  - Chorherrn
  - Katzelsdorf an der Zeil
  - Katzelsdorf im Dorf
  - Wilfersdorf
- Tulln an der Donau
  - Frauenhofen
  - Langenlebarn-Oberaigen
  - Langenlebarn-Unteraigen
  - Mollersdorf
  - Neuaigen
  - Nitzing
  - Staasdorf
  - Trübensee
  - Tulln
- Tullnerbach
- Türnitz
  - Anthofrotte
  - Außerfahrafeld
  - Lehenrotte
  - Moosbachrotte
  - Pichelrotte
  - Rachsenbachrotte
  - Schildbachrotte
  - Steinbachrotte
  - Traisenbachrotte
  - Weidenaurotte

## U
- Ulrichskirchen-Schleinbach
  - Kronberg
  - Schleinbach
  - Ulrichskirchen
- Unserfrau-Altweitra
  - Altweitra
  - Heinrichs bei Weitra
  - Oberlembach
  - Pyhrabruck
  - Schagges
  - Ulrichs
  - Unserfrau
- Untersiebenbrunn
  - Neuhof
- Unterstinkenbrunn

## V
- Velm-Götzendorf
  - Götzendorf
  - Velm
- Viehdorf
  - Hainstetten
  - Seisenegg
- Vitis
  - Eschenau
  - Eulenbach
  - Grafenschlag
  - Großrupprechts
  - Heinreichs
  - Jaudling
  - Jetzles
  - Jetzleser Wald
  - Kaltenbach
  - Kleingloms
  - Kleinschönau
  - Sparbach
  - Stoyes
  - Warnungs
- Vösendorf

## W
- Waidhofen an der Thaya
  - Altwaidhofen
  - Altwaidhofen Großer Wald
  - Götzles
  - Hollenbach
  - Kleineberharts
  - Matzles
  - Puch
  - Pyhra
  - Schlagles
  - Seyfrieds Wald
  - Ulrichschlag
  - Vestenötting
- Waidhofen an der Thaya-Land
  - Brunn bei Waidhofen
  - Buchbach
  - Edelprinz
  - Götzweis
  - Griesbach bei Waidhofen
  - Kainraths
  - Nonndorf
  - Sarning
  - Vestepoppen
  - Wiederfeld
  - Wohlfarts
- Waidhofen an der Ybbs
  - Konradsheim
  - Kreilhof
  - Rien
  - St. Georgen in der Klaus
  - St. Leonhard am Walde
  - Windhag
  - Wirts
  - Zell Arzberg
  - Zell Markt
- Waidmannsfeld
  - Neusiedl bei Pernitz
- Waldegg
  - Dürnbach
  - Oberpiesting
  - Oed
  - Peisching
  - Wopfing
- Waldenstein
  - Albrechts
  - Großhöbarten
  - Großneusiedl
  - Grünbach
  - Kleinruprechts
  - Zehenthöf
- Waldhausen
  - Brand
  - Hirschenschlag
  - Königsbach
  - Loschberg
  - Niedernondorf
  - Niederwaltenreith
  - Obernondorf
  - Rappoltschlag
  - Werschenschlag
  - Wiesenreith
- Waldkirchen an der Thaya
  - Fratres
  - Gilgenberg
  - Rappolz
  - Rudolz
  - Schönfeld
  - Waldhers
  - Waldkirchen
- Wallsee-Sindelburg
  - Igelschwang
  - Ried
  - Schweinberg
  - Wallsee
- Walpersbach
  - Klingfurth
  - Schleinz
- Wang
  - Pyhrafeld
  - Reidlingberg
- Warth
  - Haßbach
  - Kirchau
  - Kulm
  - Steyersberg
  - Thann
- Wartmannstetten
  - Diepolz
  - Hafning
  - Ramplach
  - Straßhof
  - Unterdanegg
- Weiden an der March
  - Baumgarten an der March
  - Oberweiden
  - Zwerndorf
- Weikendorf
  - Aspacherfeld
  - Dörfles
  - Stripfing
  - Tallesbrunn
- Weikersdorf am Steinfelde
  - Weikersdorf
- Weinburg
  - Dietmannsdorf
  - Dürnerhof
  - Eck
  - Edlitz
  - Engelsdorf
  - Grub bei Weinburg
  - Klangen
  - Luberg
  - Mühlhofen
  - Oed bei Weinburg
  - Waasen
- Weinzierl am Walde
  - Großheinrichschlag
  - Habruck
  - Himberg
  - Lobendorf
  - Maigen
  - Neusiedl bei Habruck
  - Nöhagen
  - Ostra
  - Reichau
  - Stixendorf
  - Wolfenreith bei Habruck
- Weissenbach an der Triesting
  - Gadenweith
  - Neuhaus
  - Schwarzensee
  - Weißenbach an der Triesting
- Weißenkirchen in der Wachau
  - Joching
  - St. Michael
  - Weißenkirchen
  - Wösendorf
- Weistrach
  - Grub
  - Hartlmühl
  - Holzschachen
  - Rohrbach
  - Schwaig
- Weiten
  - Eibetsberg bei Weiten
  - Eitenthal
  - Filsendorf
  - Jasenegg
  - Mollendorf
  - Mörenz
  - Nasting
  - Rafles
  - Seiterndorf
  - Streitwiesen
  - Tottendorf
  - Weiterndorf
- Weitersfeld
  - Fronsburg
  - Heinrichsdorf
  - Nonnersdorf
  - Oberfladnitz
  - Oberhöflein
  - Obermixnitz
  - Prutzendorf
  - Rassingdorf
  - Sallapulka
  - Starrein
  - Untermixnitz
- Weitra
  - Brühl
  - Großwolfgers
  - Oberwindhag
  - Reinprechts
  - Spital
  - St. Wolfgang
  - Sulz
  - Walterschlag
  - Wetzles
- Wiener Neudorf
- Wiener Neustadt
- Wienerwald
  - Dornbach
  - Grub
  - Sittendorf
  - Stangau
  - Sulz im Wienerwald
- Wieselburg
- Wieselburg-Land
  - Gumprechtsfelden
  - Marbach
  - Mühling
  - Schadendorf
  - Wechling
  - Weinzierl
- Wiesmath
- Wildendürnbach
  - Altprerau
  - Mitterhof
  - Neuruppersdorf
  - Pottenhofen
- Wilfersdorf
  - Bullendorf
  - Ebersdorf an der Zaya
  - Hobersdorf
- Wilhelmsburg
  - Altenburg
  - Göblasbruck
  - Handelberg
  - Kanzling
  - Kreisbach
  - Pömmern
  - Wegbach
  - Wielandsberg
  - Wolkersberg
- Willendorf
  - Rothengrub
  - Zweierwald
- Wimpassing im Schwarzatale
  - Wimpassing
- Windigsteig
  - Edengans
  - Grünau
  - Kleinreichenbach
  - Kottschallings
  - Lichtenberg
  - Markl
  - Matzlesschlag
  - Meires
  - Rafings
  - Waldberg
  - Willings
- Winklarn
  - Haag Dorf
- Winzendorf-Muthmannsdorf
  - Emmerberg
  - Muthmannsdorf
  - Winzendorf
- Wölbling
  - Ambach
  - Anzenhof
  - Hausheim
  - Landersdorf
  - Noppendorf
  - Oberwölbling
  - Ratzersdorf
  - Unterwölbling
- Wolfpassing
  - Buch
  - Etzerstetten
  - Zarnsdorf
- Wolfsbach
  - Bubendorf
  - Meilersdorf
- Wolfsgraben
- Wolfsthal
- Wolkersdorf im Weinviertel
  - Münichsthal
  - Obersdorf
  - Pfösing
  - Riedenthal
  - Wolkersdorf
- Wöllersdorf-Steinabrückl
  - Steinabrückl
  - Wöllersdorf
- Wullersdorf
  - Aschendorf
  - Grund
  - Hart
  - Hetzmannsdorf
  - Immendorf
  - Kalladorf
  - Oberstinkenbrunn
  - Raffelhof
  - Roggendorf
  - Schalladorf
- Würflach
  - Hettmannsdorf
  - Wolfsohl
- Würmla
  - Anzing
  - Diendorf
  - Egelsee
  - Gotthartsberg
  - Grub bei Saladorf
  - Gumperding
  - Holzleiten
  - Jetzing
  - Mittermoos
  - Pöding
  - Saladorf
  - Untermoos
  - Waltendorf

## Y
- Ybbs an der Donau
  - Donaudorf
  - Göttsbach
  - Sarling
  - Säusenstein
  - Ybbs
- Ybbsitz
  - Haselgraben
  - Maisberg
  - Prochenberg
  - Prolling
  - Schwarzenberg
  - Schwarzois
  - Waldamt
- Yspertal
  - Altenmarkt
  - Isper
  - Kapelleramt
  - Wimberg

## Z
- Zeillern
- Zeiselmauer-Wolfpassing
  - Wolfpassing
  - Zeiselmauer
- Zelking-Matzleinsdorf
  - Bergern-Maierhöfen
  - Frainingau
  - Mannersdorf bei Zelking
  - Matzleinsdorf
  - Zelking
- Zellerndorf
  - Deinzendorf
  - Dietmannsdorf
  - Pillersdorf
  - Platt
  - Watzelsdorf
- Ziersdorf
  - Dippersdorf
  - Fahndorf
  - Gettsdorf
  - Großmeiseldorf
  - Hollenstein
  - Kiblitz
  - Radlbrunn
  - Rohrbach
- Zillingdorf
- Zistersdorf
  - Blumenthal
  - Eichhorn
  - Gaiselberg
  - Gösting
  - Großinzersdorf
  - Loidesthal
  - Maustrenk
  - Windisch Baumgarten
- Zöbern
- Zwentendorf an der Donau
  - Bärndorf
  - Buttendorf
  - Dürnrohr
  - Erpersdorf
  - Kaindorf
  - Kleinschönbichl
  - Maria Ponsee
  - Oberbierbaum
  - Pischelsdorf
  - Preuwitz
  - Zwentendorf
- Zwettl-Niederösterreich
  - Annatsberg
  - Bernhards
  - Böhmhöf
  - Bösenneunzehn
  - Edelhof
  - Eschabruck
  - Flachau
  - Friedersbach
  - Gerlas
  - Germanns
  - Gerotten
  - Gradnitz
  - Großglobnitz
  - Großhaslau
  - Gschwendt
  - Guttenbrunn
  - Hörmanns
  - Hörweix
  - Jagenbach
  - Jahrings
  - Kleehof
  - Kleinmeinharts
  - Kleinotten
  - Kleinschönau
  - Koblhof
  - Koppenzeil
  - Kühbach
  - Marbach am Walde
  - Mayerhöfen
  - Merzenstein
  - Mitterreith
  - Moidrams
  - Negers
  - Neusiedl
  - Niederglobnitz
  - Niederneustift
  - Niederstrahlbach
  - Oberhof
  - Oberndorf
  - Oberplöttbach
  - Oberstrahlbach
  - Ottenschlag
  - Pötzles
  - Purken
  - Ratschenhof
  - Rieggers
  - Ritzmannshof
  - Rosenau Dorf
  - Rosenau Schloß
  - Rottenbach
  - Rudmanns
  - Schickenhof
  - Syrafeld
  - Unterrabenthan
  - Unterrosenauerwaldhäuser
  - Uttissenbach
  - Waldhams
  - Wildings
  - Wolfsberg
  - Zwettl Stadt
  - Zwettl Stift
- Zwölfaxing

## Nachweise und Anmerkungen
- Daten der Niederösterreichischen Gemeinden auf www.noe.gv.at (Excel-Liste; 378 kB), zuletzt abgerufen am 19. November 2016, Datenstand: 14. Jänner 2016; Daten geben bei den Gemeinde- und Bezirksnamen nicht den gültigen Gesetzestext wieder.

1. ↑  Landesgesetzblatt 1030-94 vom 9. Dezember 2011, abgerufen am 19. November 2016
2. ↑  im Unterschied zu anderen Bundesländern spielen in Niederösterreich die Ortschaften nach dem Ortsverzeichnis der Statistik Austria eine im Alltag untergeordnete Rolle

- Karte mit allen verlinkten Seiten:
- OSM |
- WikiMap